# Dichelostemma congestum
Dichelostemma congestum là một loài thực vật có hoa trong họ Măng tây. Loài này được (Sm.) Kunth mô tả khoa học đầu tiên năm 1843.

## Hình ảnh

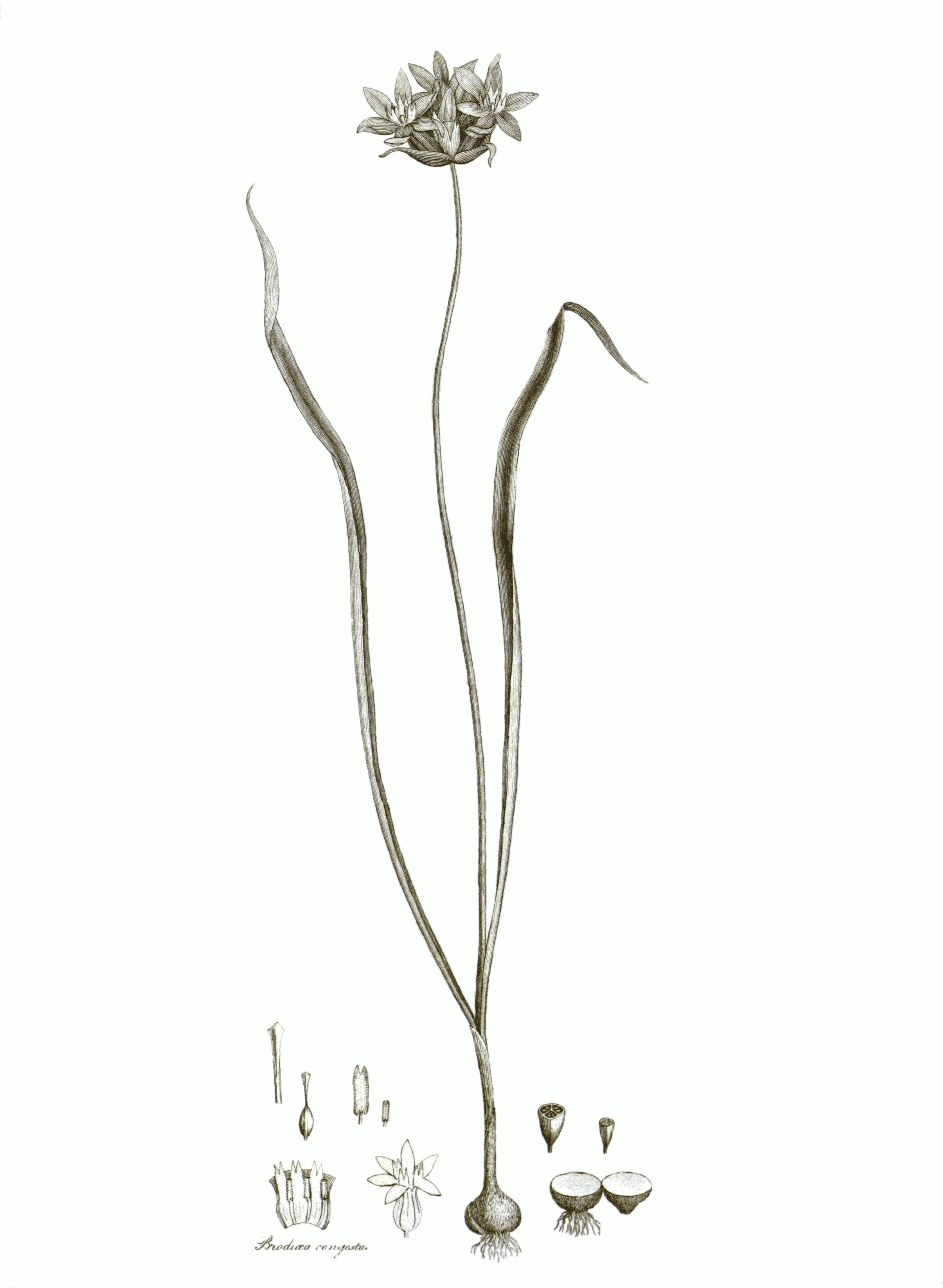
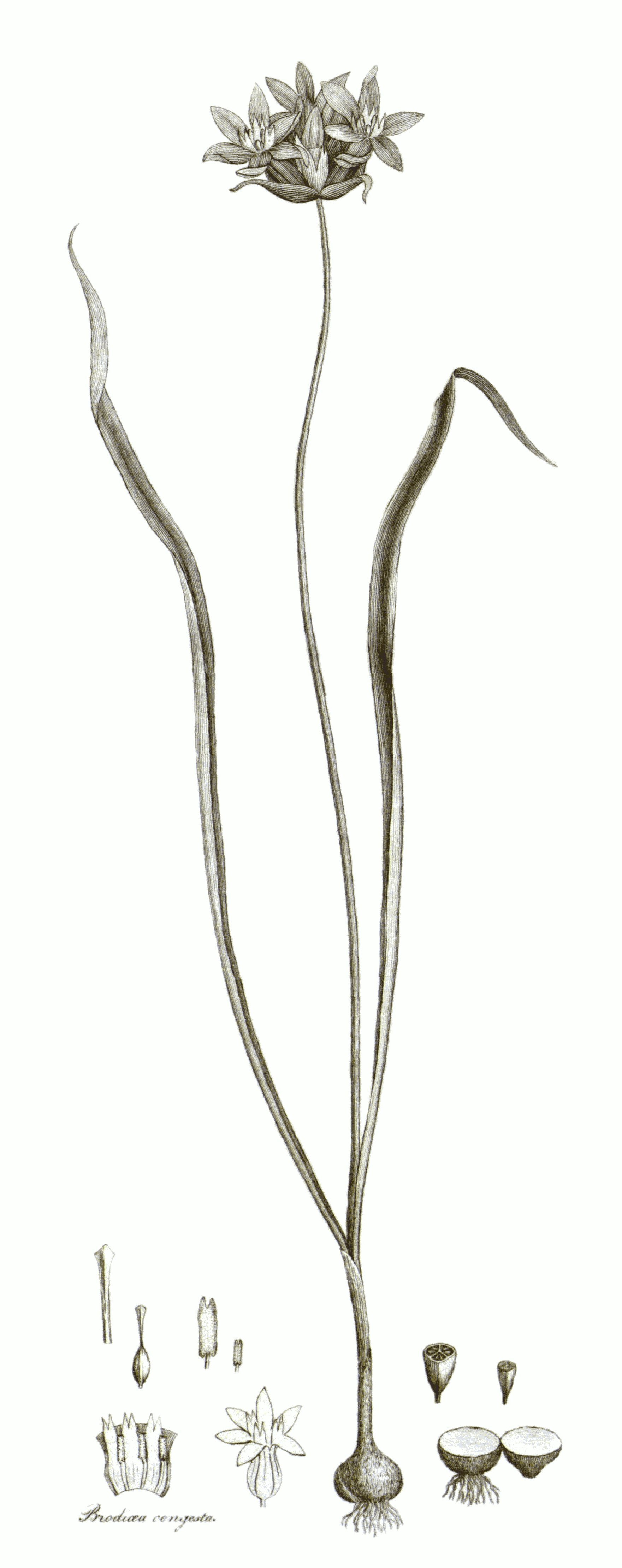